# قمولا بحری
قمولا بحری (به عربی: البحري قمولا)، روستایی از توابع نقاده در استان قنا و کشور مصر است.

## جمعیت
براساس سرشماری سال ۲۰۰۶ مصر، جمعیت آن ۱۵۲۰۱ نفر(۷۳۴۲ مرد و ۷۸۵۹ زن) بوده است.